# Agua lustral
El agua lustral es aquella con que se rociaban las víctimas y otras cosas en los sacrificios gentílicos.

Llamaban así los gentiles al agua en que habían apagado un tizón ardiendo sacado de la hoguera de un sacrificio. Atribuían a esta agua grandes virtudes y se servían de ella muy a menudo en sus ceremonias, rociando al pueblo y otros objetos, al modo que se hace entre nosotros con el agua bendita.

La tenían por lo común en unos grandes vasos colocados a la puerta o en el vestíbulo de los templos; y los que entraban en ellos se lavaban ellos mismos, o bien se hacían lavar por los sacerdotes. Cuando había un muerto en una casa, se ponía a la puerta un gran vaso lleno de agua lustral, el que pasaba de la casa de un difunto a la del otro. Todos los que asistían a los funerales se rociaban al salir con ella, sirviéndose también de la misma para lavar el cadáver.
El uso del agua lustral fue conocido de los egipcios, de los hebreos, de los etruscos, de los griegos y de casi todos los pueblos de la antigüedad.
El uso de una especie de agua lustral es muy común también entre los indianos de Calicut. Sus sacerdotes presentan a los que entran en las pagodas una agua consagrada por ellos con ciertas ceremonias. Los talapones tienen otra agua que usan en sus ritos, la que puede considerarse igualmente como una agua lustral.

La privación de esta agua entre los griegos era una especie de excomunión: así es que Edipo, en Sófocles, no quiere que se dé al matador de Layo.
Vicenç Joaquín Bastús i Carrera, Diccionario histórico enciclopédico.